# Мелодико-синтаксичні структури
Мелодико-синтаксичні структури, Масштабно-тематичні структури — структури музичної теми, які утворюються з поєднання різних за довжиною мотивів і фраз.
Існує кілька видів масштабно-тематичних структур:
- сумування (1 + 1 + 2; або 2 + 2 + 4; 4 + 4 + 8) — побудова, в якій за періодичністю йде неперіодична побудова, приблизно рівна за масштабом;
- прогресуюче сумування (1 + 1 + 2 + 2 + 4 + 4);
- дроблення (2 + 2 + 1 + 1) — структура, в якій за більшою періодичністю йде менша періодичність;
- прогресуюче дроблення (4 + 4 + 2 + 2 + 1 + 1);
- періодичність (2 + 2 + 2 + 2) — побудова, що складається з двох або кількох однакових частин;
- дроблення з замиканням (2 + 2 + 1 + 1 + 2) — дроблення з наступним сумуванням.